# Bellasize
Bellasize är en by i civil parish Blacktoft, i distriktet East Riding of Yorkshire, i grevskapet East Riding of Yorkshire, i England. Byn är belägen 9 km från Goole. Bellasize var en civil parish 1866–1935 när blev den en del av Blacktoft, Gilberdyke, Laxton och Eastrington. Civil parish hade 122 invånare år 1931.